# الشيخ الطوسي
أَبُوْ جَعْفَرِ مُحَمَّدُ بِنْ الحَسَنِ الطُوْسِّيّ  (385هـ -460هـ / 995م - 1067م) المَعْرُوْفُ بِشَيْخِ الطَائِفَةِ والشَيْخُ الطُوْسِّي، مِنْ مُتَكَلِمِيّ ومُحَدِّثِيّ ومُفَسِّرِيّ وفُقَهَاءِ الشِيْعَةِ فِيْ القَرْنِ الخَامِسِ الهِجْرِيّ قَدِمَ إلى العِرَاقِ مِنْ خَرَاسَان فِيْ سِنِّ الثَالِثَةِ والعِشْرِيْن وَ تَتَلْمَذَ عَلَى يَدِ عُلَمَاءِ الشِيْعَة هُنَاكَ كالشَيْخِ المُفِيْدِ وَالشَرِيْفِ المُرْتَضَى، أَسْنَدَ إليه الخَلِيْفَةُ العَبّاسِيُّ كُرْسِي كَلَامِ بَغْدَاد،
وَ عِنْدَمَا احْتَرَقَتْ مَكْتَبَتُهُ أَثَرَ هُجُومِ طِغْرِل بِك اضْطَرَ للِهِجْرَةِ إلى النَّجَفِ فَأَسَسَ الحَوْزَةَ هُنَاكَ وأَصْبَحَ مَرْجِعًا للشِيْعَةِ بَعْدَ وَفَاةِ الشَرِيْفِ المُرْتَضَى،
وَ قَدْ أَلَّفَ العَشَرَاتَ مِنَ الكُتُبِ وَ أَسَسَ طَرِيْقَةَ الإجَتِهَادِ المُطْلَقِ ، وَ أَلَّفَ كُتُبًا فِيْ الفِقْهِ وَالأًصُوْلِ.

## حَيَاتُهُ

### اسْمُهُ ونَسَبُهُ
هو:«أبو جعفر محمّدُ بنِ الحسنِ بنِ عليِ بنِ الحسنِ الطوسي»
سُمْيَّ بالطُوْسِّي ؛ نِسْبَةً إلى طُوْسِ نَاحَيْةٌ فِيْ  خَرَاسَان، تَوَسْعَتْ فَعُرِفَتْ بِمَدِيْنَةِ مَشْهِدِ (مَشْهِدِ عَلِيٍّ الرِّضَا)،وَهِي مِنْ أَقْدَمِ مُدِنِ بِلادِ فَارِس وأَشْهَرَهَا،وَمِنْ مَرَاكِزِ العِلْمِ ومَعَاهِدِ الثَقَافَةِ بَعَدَ وُرْودِ الرِّضَا إليهَا وَتَشْيِّيْدِ قَبْرِهِ فِيْهَا.

خرسان ، حيث ولد الطوسي

### نَشْأَتُهُ
وُلِدَ بخَرَاسَان سَنَةَ 385هـ فِيْ شَهَرِ شَعْبَانَ ،وَ دَرَسَ عَلَى أَيْدِي أَكَابِرِ العُلمَاءِ ، الذِيْنَ مِنْهُم الشَرِيْفُ المُرْتَضَى وَقَدْ لازَمَه، فاعْتَنَى المُرْتَضَى بِتَوْجِيهِهِ وتَنْمِيَةِ مَواهِبِهِ العِلْمِيّةِ طَوَالَ ثَمَانِ وعِشْرِينَ سَنَةَ، حَتّى صَارَتِ الأَنْظَارُ مُتوْجّهَةً إلى الطُوْسِّي أَنْ يَخْلِفَ أُسْتَاذَهُ لِزَعَامَةِ الأُمَّةِ بَعْدَهُ، فَكَانَ ذَلِكَ. وَ بَعَدَ أنْ تُوفِيَّ الشَرِيْفُ المُرْتَضَى ،ازْدَلفَ إلى الطُوْسّي طَلَبَةُ العِلْمِ، وتَقَاطَرَ عَلَيْهِ الفُضَلَاءُ للحُضُوْرِ تَحَتَ مِنْبَرِهِ العِلِّمِيّ، حتّى أصْبَحَتْ دَارَهُ فِيْ بَغْدَاد مَأوَى المُسْتَفِيْدِيْنَ، فَبَلَغَ عَدَدُ تَلَامِيْذِهِ ثَلَاثَمَائِةِ مِنْ مُجْتَهَدِيّ الشِيْعَةِ، وَمِنْ أَهْلِ السُنَّةِ مَا لَا يُحْصَة كِثْرَةً.

## أساتذته
كان للطوسي مشايخ كثيرون وقد ذكر الميرزا حسين النوري 37 شخصا ، الذين منهم : ابن عبدون ، الشريف المرتضى ، الحسين بن عبيد الله الغضائري ، الشيخ المفيد ، أحمد النجاشي ، الحسين بن ابي محمد هارون بن موسى التلعكبري ، علي بن أحمد بن محمد بن أبي جيد، أبو الحسين الصفار، أبو طالب بن غرور، أبو الطيب الطبري، أبو عبد الله أخو سروة، أبو عبد الله بن الفارسي، أبو علي بن شاذان، جعفربن الحسين بن حسكة القمي، أبو الحسين حسنبش المقرئ، على بن شبل بن أسد الوكيل، أبو زكريا محمد بن سليمان الحراني، وغيرهم.

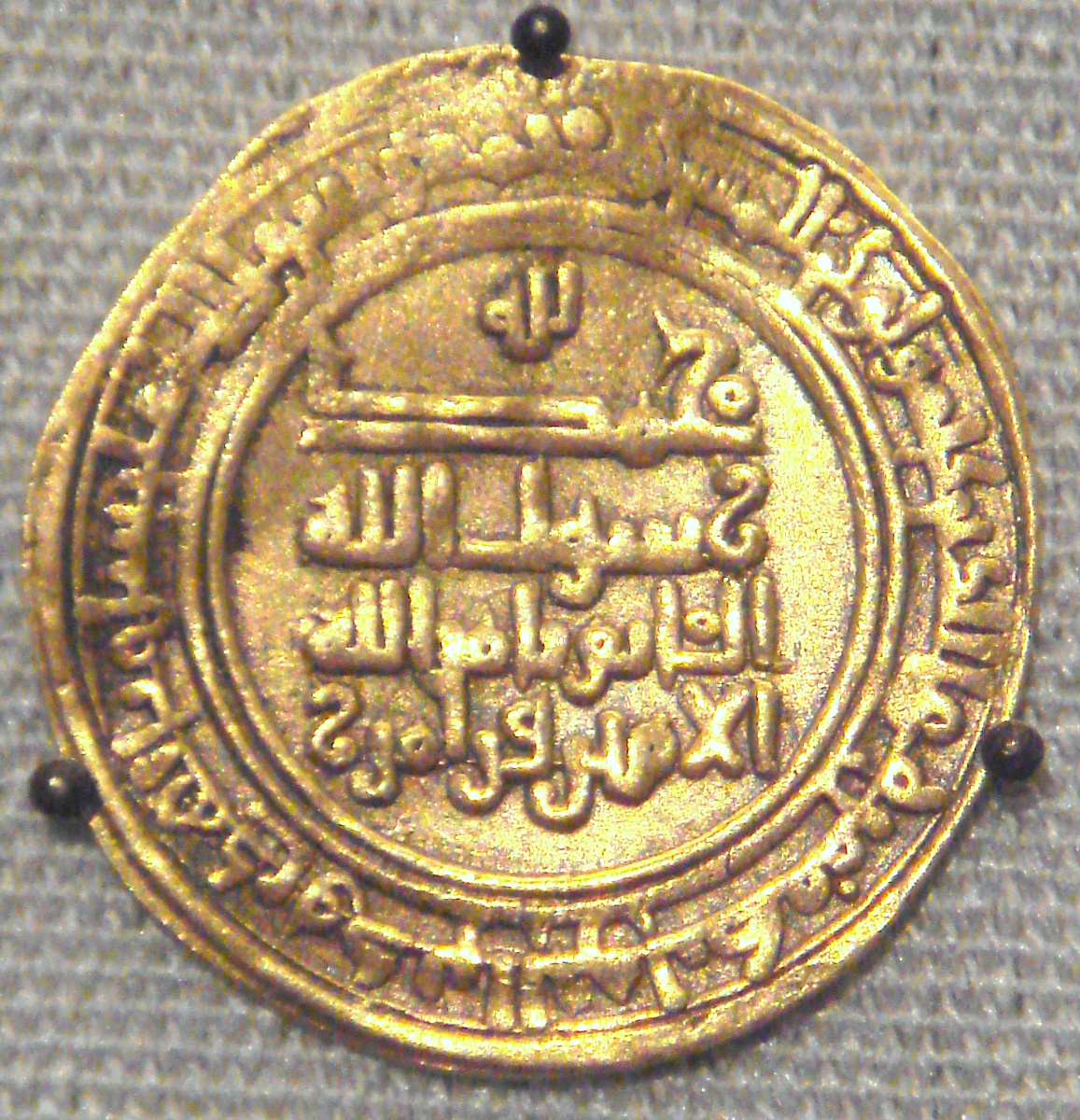
عملة ، منقوش عليها أسم القائم بأمر الله

## كرسي التعليم
لما أُعجب به الخليفة العباسي القائم بأمر الله ، جعل له كرسيَّ الكلام والإفادة، الذي لم يسمح به يومذاك إلا لوحيد العصر في علومه الشيخ الطوسي.

### هجوم طغرل بك
كان الطوسيّ يجلس على ذلك الكرسيّ ويلقي مِن عليه علومه لمدة طويلة، حتّى اقتربت النيران فقام عنه قبل أن يحترق الكرسيّ والبيت والمكتبة.
فسقطت بغداد بيد أتراك السلاجقة فدخلها طغرل بك سنة 447 هـ فأوقع الفتنة بين السنة والشيعة سنة 448 هـ، وأحرق مكتبة شابور الشيعيّة التي لم يكن يومها مكتبة أعظم منها ـ كما يذكر ياقوت الحمويّ-.

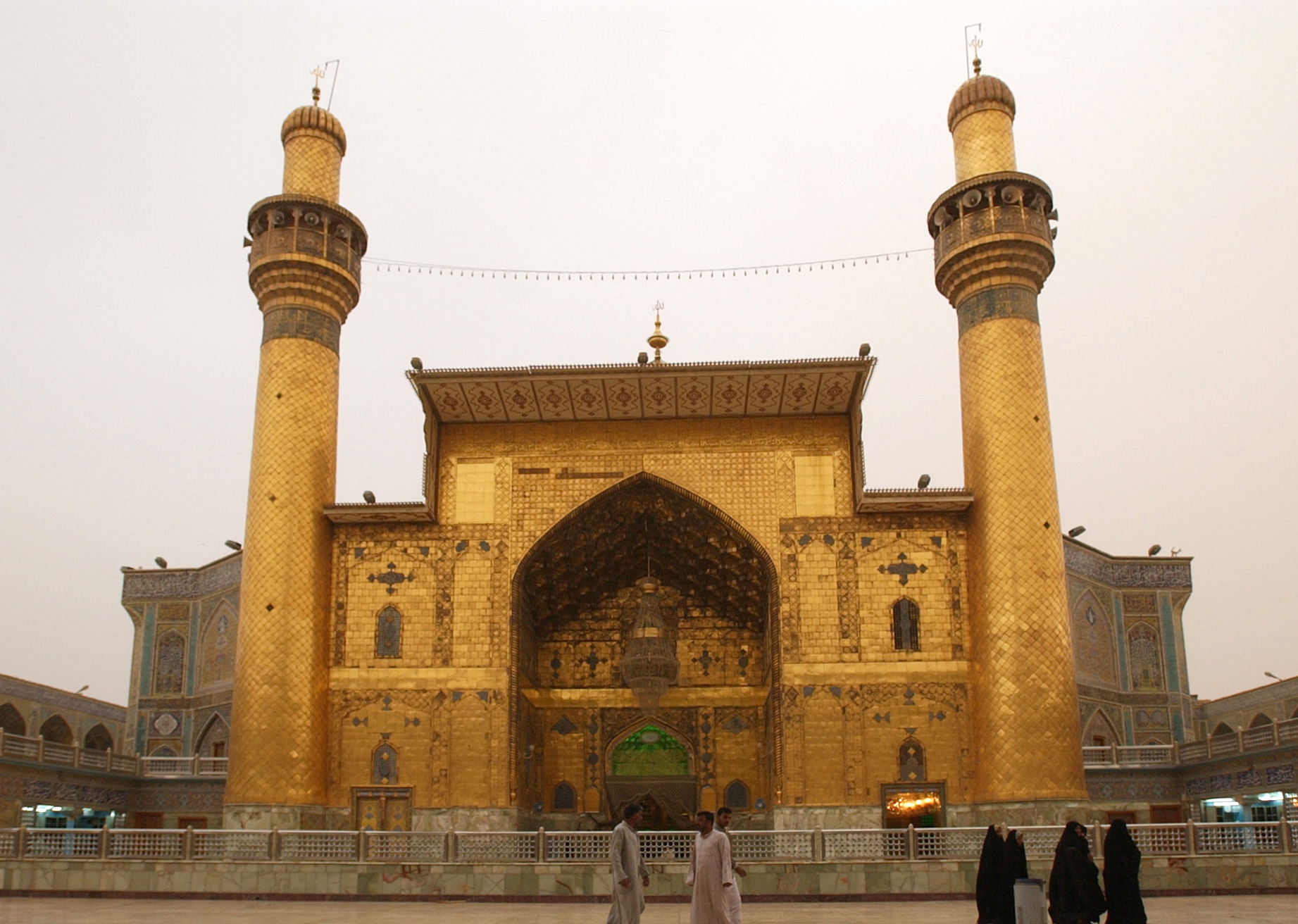
مشهد علي بن أبي طالب ، حيث سافر إليه الطوسي ، بعد هجوم طغرل بيك

### تأسيس الحوزة
في تلك السنة التي كُبست دار الطوسيّ ونُهبت وأُحرقت مكتبته وكرسيّه، قرر الرحيل اتّقاء الفتنة الزاحفة، فهاجر إلى مشهد علي بن أبي طالب في النجف، فأنشأ هناك جامعة علميّة كبرى، حتّى أصبحت المدينة عاصمةً للعلم ومركزاً للعلماء، فاتّجه العلماء إليها ليتخرّج منها آلاف من أعاظم الفقهاء ونوابغ المتكلمين وأفاضل المفسّرين واللغويّين والمؤرّخين والبارعين، وتُسمى تلك الجامعة اليوم بالحوزة العلمية.

## تلامذته
له تلامذه كثيرون، منهم :
| - آدم بن يونس بن أبي المهاجر النسيفي - أبو بكر أحمد بن الحسين بن أحمد الخزاعي النيشابوري - أبو طالب اسحاق بن محمد بن الحسن بن الحسين بن محمد بن علي بن الحسين بن بابويه القمي - أبو إبراهيم إسماعيل أخو اسحاق السالف الذكر - أبو الخير بركة بن محمد بن بركة السدي - أبو الصلاح تقي بن نجم الدين الحلبي - أبو إبراهيم جعفر بن علي بن جعفر الحسيني - شمس الإسلام الحسن بن الحسين بن بابويه القمي، المعروف بحسكا - أبو محمد الحسن بن عبد العزيز بن حسن الجبهاني - أبو علي الحسن بن شيخ الطائفة محمد بن الحسن الطوسي - موفق الدين الحسين بن فتح الواعظ الجرجاني - محيي الدين أبوعبد الله الحسين بن مظفر بن علي بن الحسين الحمداني - أبو الصمصام وأبو الوضاح ذو الفقار بن محمد بن معبد الحسيني المروزي - زين بن علي بن الحسين الحسيني - زين بن داعي الحسيني - سعد الدين بن البراج - أبو الحسن سليمان بن الحسن بن سلمان الصهرشتي - شهر آشوب، جد الشيخ محمد بن علي المعروف بابن شهر آشوب وصاحب كتاب «معالم العلماء والمناقب» | - صاعد بن ربيعة بن ابي غانم - عبد الجبار بن عبد الله بن علي المقري الرازي المعروف بالمفيد - أبو عبد الله عبد الرحمن بن أحمد الحسيني الخزاعي النيشابوري المعروف بالمفيد - موفق الدين أبو القاسم عبيد الله بن الحسن بن الحسين بن بابويه - علي بن عبد الصمد التميمي السبزواري - غازي بن احمد بن ابي منصور الساماني - كردي بن عكبر بن كردي الفارسي - جمال الدين محمد بن ابي القاسم الطبري الآملي - أبو عبد الله محمد بن أحمد بن شهريار الخازن الغروي - محمد ابن الحسن بن علي الفتال صاحب «روضة الواعظين» - أبو الصلت محمد بن عبد القادر بن محمد - أبو الفتح محمد بن علي الكراجكي - أبو جعفر محمد بن علي بن الحسن الحلبي - أبو عبد الله محمد بن هبة الله الطرابلسي - السيد المرتضي أبوالحسن المطهر بن أبي القاسم علي بن أبي الفضل محمد الحسيني الديباجي - منتهي بن أبي زيد بن كيابكي الحسيني الجرجاني - أبو سعيد منصور بن الحسين الآبي - أبو إبراهيم ناصر بن رضا بن محمد بن عبد الله العلوي الحسيني |

## ماقيل فيه
- النجاشيّ: «جليلٌ من أصحابنا، ثقة عين».[16]
- ابن المطهرالحليّ :«صدوق عارف بالأخبار والرجال والفقه والأصول والكلام والأدب، وهو المهذِّب للعقائد في الأصول والفروع، والجامع لكمالات النفس في العلم والعمل.»[17]
- محمد باقر المجلسي:«فضله وجلالته أشهر من أن يحتاج إلى بيان»[18]
- الحرّ العامليّ: «بيّن طرق الشيخ الطوسيّ في أخذه الأحاديث وعمّن نقل من الرجال بشكلٍ منظّم ودقيق.»
- آقا بزرگ الطهرانيّ:«كان الشيخ الطوسيّ قدوة فقهاء الشيعة، أسّس طريقة الاجتهاد المطلق في الفقه وأصوله، وقد بقيت كتبه مرجعاً وحيداً للمتأخرّين.»
- عباس القمي:«عماد الشيعة ورافع اعلام الشريعة شيخ الطائفة على الاطلاق ورئيسها الذي تلوى إليه الأعناق»[19]
- أبو القاسم الخوئي:«وإني لم أظفر في علماء الاسلام من هو أعظم شأنا منه»[20]
- محمد بحر العلوم : «”أبو جعفر شيخ الطائفة ورافع أعلام الشريعة الحقة، إمام الفرقة بعد الأئمة المعصومين، وعماد الشيعة الإمامية في كل ما يتعلق بالمذهب والدين، ومحقق الأصول والفروع“»[21]
- شمس الدين الذهبي:«شيخ الشيعة، وصاحب التصانيف، أخذ الكلام وأصول القوم عن الشيخ المفيد رأس الإمامية...أعرض عنه الحفاظ لبدعته، وقد أحرقت كتبه عدة نوب في رحبة جامع القصر، واستتر لما ظهر عنه من التنقص بالسلف... وكان يعد من الأذكياء لا الأزكياء»[22]

## مؤلفاته
له عدة مؤلفات، منها:
- رجال الطوسي
- الاستبصار فيما اختلف من الأخبار
- أمالي الطوسي
- التبيان في تفسير القرآن.
- تهذيب الأحكام
- الفهرست (الطوسي)
- مصباح المتهجد

تهذيب الأحكام من الكتب الأربعة عند الشيعة

- تلخيص الشافي ـ في الإمامة، وأصله للشريف المرتضى ( الشافي ).
- تمهيد الاصول ـ شرح لكتاب المرتضى ( جُمَل العلم والعمل ).
- الجُمل والعقود
- الخلاف
- رياضة العقول ـ شرح لكتابه ( مقدّمة في علم الأصول ).
- العُدّة
- الغَيبة ـ في غيبة محمد المهدي بن الحسن العسكري
- ما يُعلّل وما لا يُعلَّل
- المبسوط
- المفصح ـ في الإمامة
- مقتل الحسين.
- المستجاد من الإرشاد
- مناسك الحجّ
- النهاية
- هداية المسترشد وبصيرة المتعبّد
- الرسائل العشر
- الاقتصاد الهادي إلى طريق الرشاد
- مختصر المصباح، ويقال له : المصباح الصغير.

## وفاته
عاش الطوسيّ بعد وفاة أستاذه الشريف المرتضى أربعاً وعشرين سنة، اثنتَي عشرة سنةً منها في بغداد حتّى وقوع فتنة طغرل بيك، فانتقل بعدها إلى مشهد الغريّ في النجف ، فبقي هناك اثنتَي عشرة سنةً مشغولاً بالتدريس والهداية والتأليف والإرشاد، وسائر وظائف الشرع الحنيف وتكاليفه، حتّى تُوفّي في الثاني والعشرين من محرّم عام 460 هـ عن عمرٍ ناهز الخامسة والسبعين عاماً، وغسّله تلامذته، ودفنوه في بيته.
وقد أرّخ ذلك بعضُ المتأخّرين مخاطباً مرقدَه:
وبعد دفنه، أصبحت داره التي دُفن فيها مسجداً مشهوراً حسب وصيّته يُسمّى بـ ( مسجد الطوسيّ )، ثمّ صار من أشهر مساجد النجف.